# 四叶波纹蟹
四叶波纹蟹（学名：Cymo quadrilobatus）为扇蟹科波纹蟹属的动物。分布于保克海峡、安曼以及中国大陆的西沙群岛等地，生活环境为海水，常见于珊瑚礁浅水处。